# Paul Cézanne
Paul Cézanne (Aix-en-Provence, 19. siječnja 1839. – Aix-en-Provence, 22. listopada 1906.), francuski slikar čije djelo predstavlja sponu impresionizma s kraja 19. stoljeća i kubizma početkom 20. stoljeća. Jedna od najznačajnijih osoba francuskog i europskog slikarstva, s presudnim utjecajem na njegov daljnji razvoj. Povjesničari umjetnosti ga svrstavaju u postimpresionizam, zajedno s Van Goghom i Gauguinom. Često je nazivan ocem modernoga slikarstva ili praocem nove umjetnosti. On je prvi koji je svojim djelima artikulirao pojam 'nedovršenosti', tj. cilj vidi u procesu stvaranja, ne finaliziranju - odjeci čega su prepoznatljivi danas u happeningu (hr. događaj, zbivanje) i sl. Cezanne je upozoravao da cilj slike nije reproduciranje viđene stvarnosti, već stvaranje nove stvarnosti.[nedostaje izvor]

## Životopis
Rodio se na jugu Francuske u bogatoj obitelji, kao izvanbračno dijete prodavača šešira i kćerke jednog obrtnika. Pohađao je osnovnu školu Sv. Josipa, no na njega najviše utjecaja ima snažna osobnost njegova oca, koji je u međuvremenu postao uspješan bankar. Od 1852. godine studira na gimnaziji, a u internatu se sprijateljio s Emilom Zolom koji će postati jedan od njegovih najvećih prijatelja i s kojim će kasnije razmijenjivati pisma o umjetnosti. Studirao je pravo i radio u očevoj banci, ali ne prestaje pohađati školu crtanja. 
Na studiju u Parizu upoznaje Pissarroa i neuspješno pokušava izlagati na Pariškom salonu. S impresionistima se susreće na „Salonu neovisnih” s kojima prvi put izlaže 1863. godine. Službeni salon i dalje ne prima njegove slike. Godine 1874. i 1877. izlaže na izložbama impresionista ali su njegova djela neshvaćena i postaju izvor podsmjeha kritičara. Cézanne se povlači i distancira od svojih prijatelja i odlazi kući u Aix-en-Provence. God. 1886., njegov otac se konačno ženi njegovom majkom i nakon toga odmah umire, a Cézanne i njegove sestre se obogate.
Cézanne je sve više usamljen i dalje živi samo za svoju umjetnost. God. 1895., trgovac i skupljač slika Ambroise Voilard organizira Cézannu prvu samostalnu izložbu. 
Nakon smrti majke 1897., kupuje atelijer u Aix-en-Provence i živi u njemu sam sa sluškinjom, jer izolaciju smatra za uvjet uspješnosti. Od 1900. god. ne napušta atelijer i u to vrijeme konačno postaje poznat. Dana 15. kolovoza 1906. godine, slikajući u prirodi Cézanne naglo pada u nesvijest nakon čega leži nekoliko sati na jakom pljusku. Kad ga nalaze njegovo stanje je jako ozbiljno i poslije osam dana umire u svojoj 67. godini života od upale pluća. God. 1907., njegova djela ostvaruju veliki uspjeh i iznimno utječu na pojavu kubizma.

## Djela
U ranoj fazi je pod utjecajima baroka i romantizma, a kasnije Maneta i impresionizma. 
Težeći sintezi oblika i tonova, oblik je sveo na prvotne plošnine koje svojim odnosima i tonskim skalama ostvaruju prostorni raspon i volumen oblika. Pri tom se držao vlastite premise da je u prirodi sve oblikovano prema geometrijskim likovima kugle, valjka i stošca i da ju je stoga jedino tako moguće objektivno prikazati. 
Pod utjecajem Monetova impresionizma dolazi do spozanje da je bit slikarstva u ostvarivanju plastične egzistencije objekta, pa modificirajući impresionizam nalazi nove metode likovnog izraza. 
Ostavio je golem opus u crtežu, akvarelu i ulju, a najčešće teme su pejzaži, mrtve prirode i portreti. Ostavivši opus od 1634 djela, od toga 805 slika, može se reći da, osim nadrealista, nema u prvoj polovici 19. stoljeća nijednoga slikara koji nije neki dužnik tom samotniku iz Aixa. 
- Moderna Olimpija, 1873. – 1874.
- Mladić u crvenom prsluku, 1888. – 1890.
- Harlekin, 1888. – 1890.
- Planina Saint Vitoire, 1897.
- Kartaši, 1892. – 1895.
- Autoportret, oko 1875.
- Kupačice, 1898. – 1905.
- Mrtva priroda s jabukama i narandžama, 1905.

## Sezanizam
Sezanizam ili Cezanneov način rješavanja konstrukcije oblika i prostora dobio je ime po francuskom slikaru Paulu Cézanneu.
U hrvatskom slikarstvu nije naišao na široku pravovremenu recepciju i potpuna shvaćanja, ali se, kao svježe i poricajno iskustvo, pojavio na izložbama Proljetnog salona između 1919. i 1921. godine. Golem značaj za tada ostvarene sezanistične priklone ima slikarstvo Miroslava Kraljevića, koji je u ovu sredinu prenio početne impulse ekspresionizma, ali i na osoban način usvojen Cezanneov princip.